# Jim Butcher

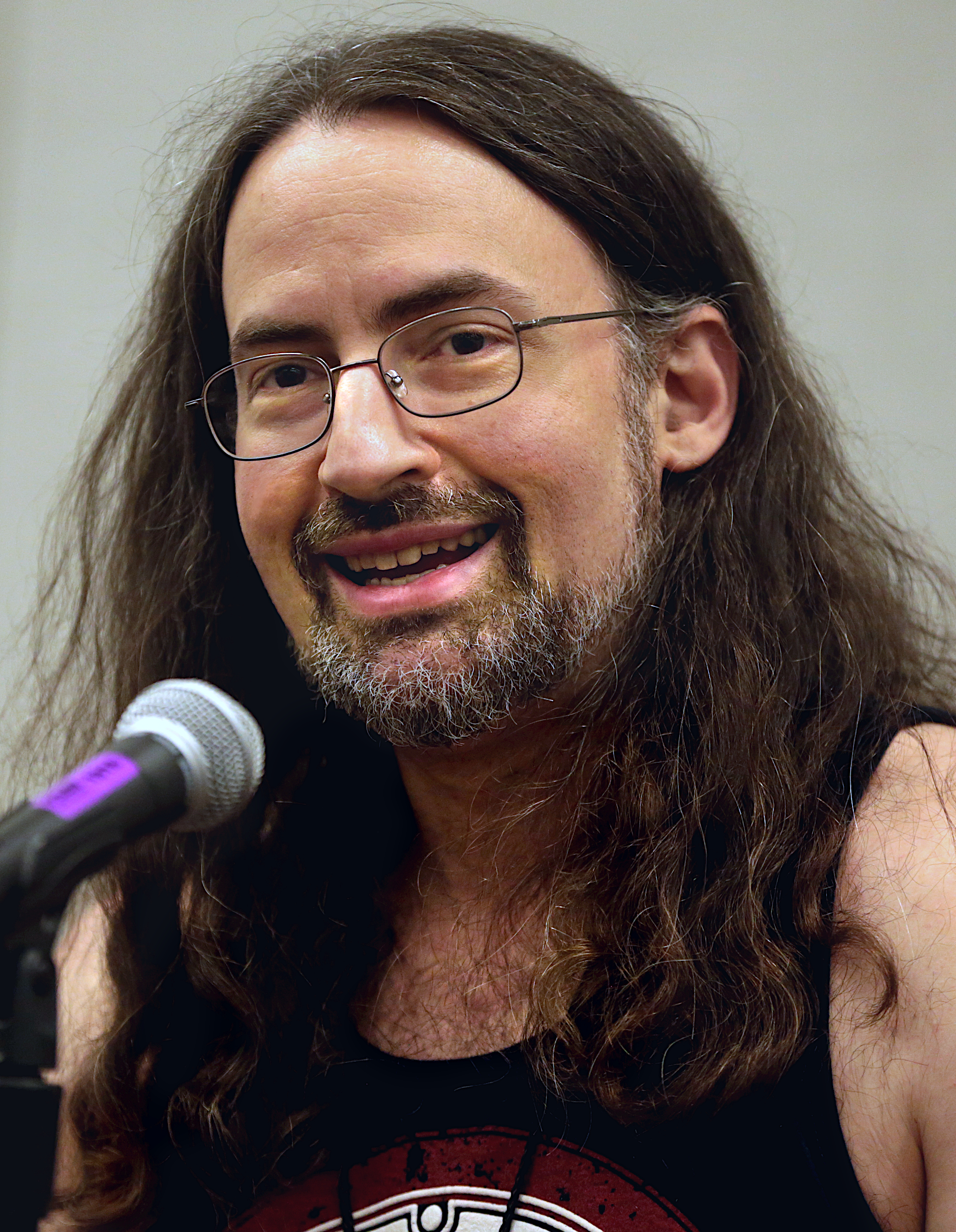
Jim Butcher 2017

Jim Butcher (* 26. Oktober 1971 in Independence) ist ein US-amerikanischer Schriftsteller, bekannt für seine Dresden-Files- und Codex-Alera-Serien. Butcher studierte nach der High School Englische Literatur und unterrichtete nach seinem Abschluss zunächst als Englischlehrer. Parallel arbeitete er an seinem ersten Manuskript namens „The Dresden Files“, das im Jahr 2006 auch in Deutschland veröffentlicht wurde. Mittlerweile ist Jim Butcher hauptberuflich als Autor tätig. Sein Sohn James J. Butcher verfasst ebenfalls Romane aus dem Bereich Urban Fantasy.

## Bibliografie

### Dresden Files
Die „Dresden Files“ (deutsch Die dunklen Fälle des Harry Dresden) sind Butchers erste Serie über und mit Harry Blackstone Copperfield Dresden, Chicagos ersten (und einzigen) Magier-Detektiv. Die Serie verbindet über den sehr bodenständigen Harry Dresden die Fantasywelt mit der heutigen Realität. Harry ist ein echter Magier, der sich als Privatdetektiv in einem „alternativen Chicago“ durchschlägt, in dem Magie real ist, aber nur von ganz wenigen Menschen wahrgenommen wird. Erzählt wird aus der Ich-Perspektive Harry Dresdens.
Der Knaur Verlag brachte von 2006 bis 2009 die ersten sechs Bände heraus. Von 2011 bis 2014 legte der nicht mehr existente Verlag Feder & Schwert die Reihe bis einschließlich Band 15 neu auf. Seit Ende 2022 erscheinen die Romane ab Band 1 neu aufgelegt im Blanvalet-Verlag.
| Band | Titel              | Datum     | ISBN                   | engl. Titel   | Datum     | ISBN                   |
| ---- | ------------------ | --------- | ---------------------- | ------------- | --------- | ---------------------- |
| 1    | Sturmnacht         | Okt. 2006 | ISBN 978-3-86762-111-3 | Storm Front   | Apr. 2000 | ISBN 0-451-45781-1     |
| 2    | Wolfsjagd          | Jan. 2007 | ISBN 978-3-86762-112-0 | Fool Moon     | Jan. 2001 | ISBN 0-451-45812-5     |
| 3    | Grabesruh          | Sep. 2007 | ISBN 978-3-86762-113-7 | Grave Peril   | Juli 2001 | ISBN 0-451-45844-3     |
| 4    | Feenzorn           | Mai 2009  | ISBN 978-3-86762-114-4 | Summer Knight | Sep. 2002 | ISBN 0-451-45892-3     |
| 5    | Silberlinge        | Juli 2009 | ISBN 978-3-86762-115-1 | Death Masks   | Aug. 2003 | ISBN 0-451-45940-7     |
| 6    | Bluthunger         | Sep. 2009 | ISBN 978-3-86762-116-8 | Blood Rites   | Aug. 2004 | ISBN 0-451-45987-3     |
| 7    | Erlkönig           | Feb. 2011 | ISBN 978-3-86762-097-0 | Dead Beat     | Mai 2006  | ISBN 0-451-46091-X     |
| 8    | Schuldig           | Juli 2011 | ISBN 978-3-86762-102-1 | Proven Guilty | Jan. 2007 | ISBN 978-0-451-46103-2 |
| 9    | Weiße Nächte       | Apr. 2012 | ISBN 978-3-86762-108-3 | White Night   | Apr. 2007 | ISBN 978-0-451-46140-7 |
| 10   | Kleine Gefallen    | Mai 2012  | ISBN 978-3-86762-109-0 | Small Favor   | Apr. 2008 | ISBN 978-0-451-46189-6 |
| 11   | Verrat             | Okt. 2012 | ISBN 978-3-86762-110-6 | Turn Coat     | Apr. 2009 | ISBN 978-0-451-46256-5 |
| 12   | Wandel             | März 2013 | ISBN 978-3-86762-163-2 | Changes       | Apr. 2010 | ISBN 978-0-451-46317-3 |
| 13   | Geistergeschichten | Sep. 2013 | ISBN 978-3-86762-186-1 | Ghost Story   | Juli 2011 | ISBN 978-0-451-46379-1 |
| 14   | Eiskalt            | Nov. 2013 | ISBN 978-3-86762-192-2 | Cold Days     | Nov. 2012 | ISBN 978-0-451-46440-8 |
| 15   | Blendwerk          | Dez. 2014 | ISBN 978-3-86762-219-6 | Skin Game     | Mai 2014  | ISBN 978-0-451-46439-2 |
| 16   | Friedensgespräche  | Feb. 2024 | ISBN 978-3-7341-6377-7 | Peace Talks   | Juli 2020 | ISBN 978-0-356-50091-1 |
| 17   | Titanenkampf       | März 2024 | ISBN 978-3-7341-6378-4 | Battle Ground | Sep. 2020 | ISBN 978-0-593-19930-5 |
| 18   |                    |           |                        | Twelve Months |           |                        |
| 19   |                    |           |                        | Mirror Mirror |           |                        |

| Band | Titel               | Datum     | ISBN                   | engl. Titel         | Datum     | ISBN               |
| ---- | ------------------- | --------- | ---------------------- | ------------------- | --------- | ------------------ |
| 1    | Nebenjobs           | Sep. 2014 | ISBN 978-3-86762-206-6 | Side Jobs           | Okt. 2010 | ISBN 0-451-46365-X |
| 2    | Im Auftrag des Yeti | Feb. 2018 | ISBN 978-3-86762-305-6 | Working for Bigfoot | Juni 2015 | ISBN 1-59606-730-6 |
| 3    | Fallstudien         | Okt. 2018 | ISBN 978-3-86762-333-9 | Brief Cases         | Juni 2018 | ISBN 0-451-49210-2 |

Die Harry-Dresden-Bücher wurden bisher zweimal von Audible auf Deutsch als Hörbuch-Serie herausgegeben: das erste Mal von 2010 bis 2017, wobei David Nathan der Erzähler für die Bände 1 und 2 sowie Richard Barenberg der Erzähler für die Bände 3 bis 15 war. Von 2022 bis 2024 erschien die zweite Hörbuchausgabe der Harry-Dresden-Serie auf Deutsch mit Frederic Böhle als Erzähler für alle bis dahin herausgegebenen Bände 1 bis 17.
Drei Kurzgeschichtensammlungen der Harry-Dresden-Serie mit Richard Barenberg als Erzähler wurden ebenfalls von Audible als Hörbücher eingespielt: Nebenjobs erschien 2017, Im Auftrag des Yeti erschien 2018 und Fallstudien erschien 2020.
2007 wurde die gleichnamige Fernsehserie auf dem US-amerikanischen Sender (damals) Sci Fi ausgestrahlt. Paul Blackthorne verkörperte Harry Dresden. Die Serie wurde nach der ersten Staffel, bestehend aus zwölf Episoden, eingestellt.

### Codex Alera
Jim Butchers High-Fantasy-Reihe. Die deutsche Übersetzung erscheint seit Mitte 2009 bei Blanvalet und endet mit dem sechsten Band Der erste Fürst.
| Band | Titel                       | Datum     | ISBN                   | engl. Titel        | Datum     | ISBN                   |
| ---- | --------------------------- | --------- | ---------------------- | ------------------ | --------- | ---------------------- |
| 1    | Die Elementare von Calderon | Juli 2009 | ISBN 978-3-442-26583-1 | Furies of Calderon | Mai 2005  | ISBN 0-441-01268-X     |
| 2    | Im Schatten des Fürsten     | Feb. 2010 | ISBN 978-3-442-26584-8 | Academ’s Fury      | Juli 2005 | ISBN 0-441-01283-3     |
| 3    | Die Verschwörer von Kalare  | Aug. 2010 | ISBN 978-3-442-26585-5 | Cursor’s Fury      | Dez. 2006 | ISBN 0-441-01434-8     |
| 4    | Der Protektor von Calderon  | Jan. 2011 | ISBN 978-3-442-26779-8 | Captain’s Fury     | Dez. 2007 | ISBN 978-0-441-01527-6 |
| 5    | Die Befreier von Canea      | Juli 2011 | ISBN 978-3-442-26788-0 | Princeps' Fury     | Nov. 2008 | ISBN 978-0-441-01638-9 |
| 6    | Der erste Fürst             | Sep. 2012 | ISBN 978-3-442-26789-7 | First Lord’s Fury  | Nov. 2009 | ISBN 978-0-441-01769-0 |

### Cinder Spires
Eine Steampunk-Serie. Die deutsche Übersetzung erscheint ab 2016 bei Blanvalet.
| Titel     | Datum     | ISBN                   | engl. Titel             | Datum     | ISBN                   |
| --------- | --------- | ---------------------- | ----------------------- | --------- | ---------------------- |
| Windjäger | März 2016 | ISBN 978-3-7341-6000-4 | The Aeronaut’s Windlass | Sep. 2015 | ISBN 978-0-451-46680-8 |
|           |           |                        | The Olympian Affair     | Nov. 2023 | ISBN 978-0-451-46682-2 |